# Casino de Dunkerque
Le casino de Dunkerque est un casino de la Belle Époque situé à Dunkerque, dans le département du Nord en région Nord-Pas-de-Calais. Il dispose d’un restaurant, « La Cascade » et d’un bar « Le Kipling’s Lounge ». De nombreux évènements tels que des concerts et spectacles sont organisés.

## Histoire
Le casino de Dunkerque date de 1868. Il a été créé sur les plans de Eugène-François Colibert qui l’aurait fait construire en 130 jours sur le territoire de Rosendaël. La ville de Malo acquiert le casino en 1900 et Jules Potier, architecte municipal y apporte des transformations. Il fut détruit en 1917 et restauré entre 1921 et 1924.

## Pour approfondir